# Rajd na Hauzę
Rajd na Hauzę – zbrojna wyprawa Frontu Polisario przeprowadzona w dniach 10–11 października 1989 roku. 
Po przekroczeniu wału zachodniosaharyjskiego jednostki skierowały się w kierunku miasta Hauza, znajdującego się około 20 km za marokańską linią umocnień. Po zbrojnej konfrontacji i schwytaniu jeńców Polisario wycofało się na kontrolowane przez siebie terytoria.
Atak był postrzegany jako odpowiedź Polisario na opóźnianie się rozmów pokojowych z Marokiem i publiczne deklaracje Hasana II zaprzeczające możliwości kolejnego spotkania z przedstawicielami Sahrawich.